# Smittoidea ornatipectoralis
Smittoidea ornatipectoralis är en mossdjursart som beskrevs av Rogick 1956. Smittoidea ornatipectoralis ingår i släktet Smittoidea och familjen Smittinidae. Inga underarter finns listade i Catalogue of Life.